# Pinto-do-mato-carijó
Formigueiro-de-franjas ou pinto-do-mato-carijó (Myrmornis torquata) é uma espécie de ave da família Thamnophilidae. É a única espécie do género Myrmornis.
Pode ser encontrada nos seguintes países: Brasil, Colômbia, Equador, Guiana Francesa, Guiana, Nicarágua, Panamá, Peru, Suriname e Venezuela.
Os seus habitats naturais são: florestas subtropicais ou tropicais húmidas de baixa altitude.